# Cuthona divae
Cuthona divae är en snäckart som först beskrevs av Er. Marcus 1961.  Cuthona divae ingår i släktet Cuthona och familjen Tergipedidae. Inga underarter finns listade i Catalogue of Life.